# PGC 93041
LEDA/PGC 93041 ist eine Spiralgalaxie vom Hubble-Typ Scd im Sternbild Zwillinge auf der Ekliptik, die schätzungsweise 236 Millionen Lichtjahre von der Milchstraße entfernt ist. Vermutlich bildet sie gemeinsam mit IC 2211 ein gravitativ gebundenes Galaxienpaar.

Im selben Himmelsareal befinden sich u. a. die Galaxien IC 2212 und IC 2214.